# ザ・ランドロマット -パナマ文書流出-
『ザ・ランドロマット -パナマ文書流出-』(The Laundromat)は、アメリカ合衆国のコメディ映画。監督はスティーヴン・ソダーバーグ。主演はメリル・ストリープ。共演はゲイリー・オールドマン、アントニオ・バンデラス、ジェフリー・ライト、ロバート・パトリック、デヴィッド・シュワイマー、シャロン・ストーンら。ジャーナリスト、ジェイク・バーンスタインの著書を基に映画化した作品。

## あらすじ
夫を亡くしたエレン・マーティンは、弁護士のユルゲン・モサックとラモン・フォンセカの詐欺取引に巻き込まれてしまう。マーティンは自分が被害に遭った詐欺を調べ始めたが、自分の小さな苦境が世界中で起こっている巨大違法取引のほんの一端に過ぎないことを知る。

## キャスト
※ 括弧内は日本語吹き替え
- エレン・マーティン / エレーナ / 本人 - メリル・ストリープ（野沢由香里）
- ユルゲン・モサック（英語版） - ゲイリー・オールドマン（山路和弘）
- ラモン・フォンセカ（英語版） - アントニオ・バンデラス（井上和彦）
- ハナ - シャロン・ストーン
- マシュー・カーク - デヴィッド・シュワイマー（荻野晴朗）
- メイウッド - マティアス・スーナールツ（加瀬康之）
- ボンキャンパー - ジェフリー・ライト（相沢まさき）
- ドゥームド・グリンゴ #1 - ウィル・フォーテ
- ドゥームド・グリンゴ #2 - クリス・パーネル（英語版）
- ジョセフ・デイヴィッド・マーティン - ジェームズ・クロムウェル（吉富英治）
- メラニー・マーティン - メリッサ・ラウシュ
- ジェフ - ラリー・ウィルモア（英語版）
- リチャード・パリス船長 - ロバート・パトリック（木村雅史）
- 谷開来 - ロザリンド・チャオ（幸田直子）
- ミランダ - ニキ・アムカ＝バード（英語版）（山口協佳）
- チャールズ - ノンソ・アノージー（英語版）（北村謙次）
- アラン - ジェシカ・アラン（英語版）（志田有彩）
- フェッチング - エイミー・ペンバートン（英語版）
- ルカ・タルタリア

日本語吹替その他出演︰菊永あかり、村井雄治、長尾歩、鷄冠井美智子、阿部彬名、櫻庭裕士、田村千恵、見上裕昭、横山友香、森宮隆、早川毅、金田愛、竹村知美、鈴木柊真、中村優月
日本語版制作スタッフ 演出：鍛治谷功、翻訳：久保喜昭、調整：酒井義征、録音：ACスタジオ、制作：ACクリエイト

## 製作
2016年7月、パナマ文書を題材としたスティーヴン・ソダーバーグ監督の新作の製作が発表された。2018年4月、タイトルが『The Laundromat』に決定し、ソダーバーグが正式に監督に就任、スコット・Z・バーンズが脚本を執筆し、製作が同年秋に開始する予定だと発表された。同年5月、メリル・ストリープ、ゲイリー・オールドマン、アントニオ・バンデラスが本作への出演交渉を行っており、Netflixが配給権の取得に興味を持っていると報じられた。同年7月、ソダーバーグはNetflixが正式に本作の配給をすると発表した。同年8月、アレックス・ペティファーがキャストに加わった。同年10月、デヴィッド・シュワイマー、ウィル・フォーテ、マティアス・スーナールツ、ジェフリー・ライト、クリス・パーネル、ジェームズ・クロムウェル、メリッサ・ラウシュ、ラリー・ウィルモア、ロバート・パトリックらがキャストに加わった。

### 撮影
主要な撮影は、2018年10月15日に開始した。

## 公開
本作は、2019年9月1日の第76回ヴェネツィア国際映画祭で世界初上映された。また、2019年9月の第44回トロント国際映画祭とサン・セバスティアン国際映画祭でも上映された。その後、2019年9月27日に劇場で限定公開され、2019年10月18日にNetflixでストリーミング配信が開始された。

## 評価
本作は批評家から賛否両論の評価を受けている。Rotten Tomatoesでは121個の批評家レビューのうち43%が支持評価を下し、平均評価は10点中5.53点となった。サイトの批評家の見解は「『ザ・ランドロマット -パナマ文書流出-』は、実際に起きた出来事をドラマにするために、露骨で焦点の定まらないアプローチを取り、豪華なキャスト陣を無駄遣いしてしまっている。」となった。MetacriticのMetascoreは35個の批評家レビューに基づき、加重平均値は100点中57点となった。サイトは本作の評価を「賛否両論または平均的」と示している。